# Хоморець
Хоморе́ць — річка в Україні, в межах Шепетівського та Полонського районів Хмельницької області. Ліва притока Хомори (басейн Дніпра).

## Назва
Назва притоки Хомори утворено за її характерними властивостями (ознаками) тільки з додаванням -ець для позначення зменшення ранжування у річковій системі. «Хомор» відносять до іраноскіфської етимології вичленовуючи мор- та прирівнюючи з ознакою «болото», також його пов'язують з молдавським «хомар» що означає «глинозем».

## Опис і розташування
Довжина 24 км, площа басейну 74,2 км². Типова рівнинна річка. Долина неширока, місцями заболочена. Особливістю напряму течії є чітке її східне спрямування, зумовлене розташуванням Шепетівського блоку, Українського кристалічного щита. Річка тече по молодій, невиробленій долині, бо немає терас, вона мілка — середні глибини 30—40 см, у ставах збільшується до 1,5 м, має досить швидку течію (0,1—0,5 м/с), бо великий похил та падіння й середні витрати води. Русло річки як типово рівнинної — звивисте, з долинними врізами меандрами (6—10 м). Річка досягла свого базису ерозії, тому розробляє долину в ширину, здійснюючи бічну ерозію русла. Ширина річки закономірно змінюється від 50 см до 1 м у верхів'ї, до 1 — 2 м у середній течії та 2—3 у нижній і 5 м у гирлі. Отже розміри і форма русла змінюється по всій її довжині залежно від геологоморфологічної будови долини та водності річки.
Бере початок біля села Велика Медведівка. Тече на схід, у пригирловій частина — на північний схід. Впадає до Хомори (уріз 230 м над рівнем моря) в місті Полонному, за 1 км уверх від залізничного мосту, що на лінії Шепетівка — Козятин. У межах Полонного на річці є став, який належить Полонському відділенню УТМР.

## Режим
Річка має гідрологічний режим типового для рівнинних малих річок лісостепу. Він характеризується типовою весняною високою повінню (10 — 15 днів), на яку припадає 70 % річкового стоку та низькою літньою межинню з окремими паводками, незначним осіннім підвищенням рівня води та низькою зимовою межинню.
Живлення річки мішане: снігове, дощове та підземне. Основне снігове — 70 %, на дощове — 20 %, на підземне — 10 %. Саме річний розподіл опадів спричиняє вирішальний вплив на живлення річки (тобто кліматичний чинник). Основний стік річки Хоморець формується в Полонському районі (середня течія річки)і становить — 44,5 л/с. Із 628 мм лише невеличка частина — 87 мм трасформується у річковий стік. Річка має нерівномірно середньорічний стік. Його максимальні величини спостерігаються під час сніготанення в період весняної повені, а мінімальні — влітку під час межені. Найвищі значення температури води спостерігаються в липні — 21—22 °C, найменші в січні — 3—4 °C. Льодовий покрив сталий 3—4,5 місяці (30.11.річка замерзала). Льодостав починається в березні і триває 7—10 днів. На строки скресу впливає кількість тепла, механічна дія води і товщина льоду. Отже річка має стійкий льодостав.

## Гідрохімія
Найважливішими факторами формування твердого стоку є еродованість території, глибина відрізу річкової долини, характер атмосферних опадів, зарегульованість русла. Середня величина мутності варіює від 50 до 120 г/м³. Хімічний склад води має незначну гідрокарбонатно — кальцієву мінералізацію. Показники мутності і хімічного складу води залежать від геологічної будови території та умов формування її стоку.

## Фауна
Хоморець є притокою Хомори, тому там водяться такі види риб: короп, карась, плітка, в'язь, краснопірка, пічкур, лин, верховодка, лящ, в'юн, сом, окунь, щука, йорж. До ставків річки запущені товстолобик та білий амур, однак у таких природних умовах ці види самостійно розмножуватись не можуть і існують тут лише за допомогою людини.

## Екологія
Екологічний стан річки можна оцінити, як задовільний .Отже на гідрологічний режим річки Хоморець впливають такі чинники:
- характер геолого-геоморфологічної будови;
- рельєф;
- залісненість території;
- господарська діяльність людини.

Річка має місцеве значення:
- промислове (розведення риби та птахів);
- водорегулівне;
- рекреаційне;
- естетичне;

Оскільки, вона має нижчу самоочисну здатність і більш вразливу екосистему, то потребує цільової охорони.
Основною стратегією боротьби з ерозією та замуленням є раціональне ведення сільського господарства в басейні річки, дотримання водоохоронних зон, проведення протиерозійних та водоохоронних заходів.